# Samuel Rabin
Samuel Rabin   (Manchester, 20 de juny de 1903 - Poole, 20 de desembre de 1991), nascut com a Samuel Rabinovich, va ser un lluitador anglès, especialista en lluita lliure, que va competir durant la dècada de 1920. Posteriorment destacà com a escultor.
D'origen jueu, era fill de Jacob Rabinovitch (1872-1962) i Sarah Rabinovitch (1879-1961), ambdós exiliats de la Rússia imperial. Des de petit demostrà bones arts en la pintura i el 1914 va guanyar una beca per estudiar a l'Escola Municipal d'Art de Manchester, on fou alumne del pintor francès Pierre Adolphe Valette. Entre 1921 i 1924 continuà els seus estudis a la Slade School of Fine Art de Londres sota el mestratge d'Henry Tonks. Posteriorment va estudiar a París on fou influït per l'escultor Charles Despiau. El 1928 l'arquitecte Charles Holden li encarregà la talla West Wind, una de les vuit personificacions dels quatre vents per a la seu de la Underground Electric Railways Company de Londres, a 55 Broadway. El 1930 va fer dues noves escultures públiques, però veient que no es podia guanyar la vida decidí dedicar-se a la lluita, motiu pel qual va escurçar-se el nom.
El 1928 va prendre part en els Jocs Olímpics d'Amsterdam, on guanyà la medalla de bronze en la categoria del pes mitjà del programa de lluita lliure. El 1932 passà a lluitar com a professional, lluitant com a Rabin the Cat i Sam Radnor the Hebrew Jew per tot el Regne Unit. Va aparèixer en pel·lícules com La vida privada d'Enric VIII d'Alexander Korda (1933) i La Pimpinella Escarlata, de Harold Young (1934).
Tot i no tenir cap formació musical Rabin era també treballà de baríton durant la dècada de 1940. El 1946 va fer una audició perl director de La Scala, Victor de Sabata.
El 1949 començà a ensenyar dibuix al Goldsmith's College of Art de New Cross, Londres. El seu estil d'ensenyament disciplinat, incloent la producció d'obres de demostració, va seguir el de la seva pròpia professora, Valette. Entre els seus alumnes destaquen Mary Quant, Bridget Riley i Tom Keating. El 1965 abandonà Goldsmith's per diferències en els mètodes d'ensenyament. D'aquí va passar al Bournemouth College of Art fins a 1985 i al Poole Art Center fins poc abans de la seva mort, al desembre de 1991.